# BLACK (ゲーム)
『BLACK』（ブラック）は、2006年4月6日にエレクトロニック・アーツから発売された一人称視点シューティング（FPS）ゲーム。
海外ではXboxでも発売されている。

## ストーリー
主人公ジャック・ケラー軍曹はCIAの対テロ用特殊部隊として秘密裏に設立された「BLACK OPS」の一人となり、国際テロ組織「セブンス・ウェーブ」と戦い、各特殊任務を実行していく。全8ステージ。難易度は4段階。

## 主な登場人物
ジャック・ケラー（声：花輪英司）
BLACK OPS所属の一等軍曹で、本作の主人公。認識番号は7178412。各地の紛争に派遣されているベテランだが、命令系統を無視した行動が目立つ。同僚曰く「気が短くて手がつけられない。二次的被害なんて考えもしないヤロー」。喫煙者。
半ば強迫観念的にレノックスを追い、命令無視を続けたため、CIAに拘束される。しかし、本来は中止されたはずの作戦にも指令書を渡されて参加し、それをケラーの『命令違反』としているため、上層部の陰謀に巻き込まれての拘束である。
マカーバー（声：富沢美智恵）
BLACK OPS所属の女性中尉。ケラーの所属するブラボーチームの部隊長。ケラーにレノックスの情報を伝え、ケラーとソロモンをそそのかしてレノックスの暗殺作戦を続行させる。『CIAの監視がつけられていた』にもかかわらず本来は指揮権限の無い作戦の指揮を行なっている為、上層部の陰謀に一枚かんでいる可能性が大きい。
ソロモン
BLACK OPS所属の三等軍曹。ケラーのことはあまりよく思っていない。
ウィリアム・レノックス
CIAのS4暗殺部隊に所属していたアメリカ人暗殺者。表向きはカイロでの爆弾テロ阻止に失敗し死亡したとされているが実際は生きており、国際的テロ組織『セブンスウェーブ』のリーダーとして暗躍する。CIAの汚れ仕事を請け負う暗殺者だったため記録は全て抹消されている。軍部の抹殺部隊をことごとく返り討ちにして逃走を続ける。
バレンシオ
表向きはセブンスウェーブのリーダー（実際は幹部の1人）。古い収容所に隠れていたが、BLACK OPSに襲撃され、捕らえられる。本来のBLACK OPSの作戦はバレンシオの逮捕もしくは暗殺だったのだが、暴走したケラーにより拷問にかけられる。妻子持ち。
取調官（声：大塚芳忠）
詳細不明。CIAの所属で、拘束されたケラーの取調べを受け持つ。ケラーの命令違反が冤罪であることやレノックスがセブンスウェーブのリーダーであることを始めから知っている。
役不明またはその他（声：古宮吾一、最上嗣生、四宮豪）

## 特徴
本作の特徴として、ゲーム中に出てくる殆どのオブジェの破壊、弾痕の表示、ガラスの破損、DOLBY PRO LOGIC II対応など他のFPSゲームに比べてリアルに表現されており、オブジェクトの数も他の一般的な(FPS)とは比べ物にならない程に多く、障害物を利用したハイレベルな戦術戦が楽しめるようになっている。
システム面に関しては徹底的なリアリズム主義を取り入れてあり、リロード時には弾倉に残った弾はまとめて廃棄され、視界がぼやけるなど戦闘にデメリットとなる演出が細かい。しかしそれゆえに、発売前の宣伝やパッケージのキャッチコピーなどで再三主張していた「敵集団に突っ込んで撃ちまくる」というスタイルがまったく取れず、宣伝を信じて買ったユーザーには著しく不評であった。とはいえ、全体として良くできており評価は高い。
また敵の耐久力が異様に高い、プレイヤーが非常に感知されやすいことがキャッチコピー通りのスタイルが取れないことに拍車をかけている。
USBキーボードやマウスといった外部機器は未対応で操作は従来のPlayStation 2用コントローラでの操作のため、照準付け・移動など操作は若干難しい点は変わらない。
また難易度はFPSに馴染みのない日本人には少々高めのバランスとなっているが、FPSゲームに慣れしているプレーヤーにとってはちょうどいい難易度といえる。
作品中に挿入されているムービー等はほぼ全て俳優が演じる実写を使用し、音声は日本語吹き替えである。

## その他
- 本作は3部作の構想であったが、2014年現在に至るまで続編は作られていない（2006年に重大な発表があるとされていたが結局なされなかった）。
- 本作の音楽はマイケル・ジアッキーノが担当している。

## ステージ
ステージは全8面。
第1ステージ ヴェブレンスク市街地 07：36
CIAに拘束されたケラーは、取調官にセブンスウェーブについて知っている事を訊かれる。ストーリーは4日前のヴェブレンスク市街地における、セブンスウェーブの本拠地襲撃作戦から始まる。
第2ステージ トレネスカ国境検問所 05：03
ナズランタウンにある武器製造工場を破壊するために、マカーバー中尉と合流せよとの命令を受けたケラーは、トレネスカ国境検問所の前に来ていた。単身での国境突破を図るケラーだが、情報と地図がいい加減だったために困難を強いられる。
第3ステージ ナズラン近郊 08：42
ナズランタウンにある製鉄所に偽装した武器製造工場を破壊するために、ナズラン近郊の墓地にマカーバーと共にいた。しかし、目前で敵のスナイパーから攻撃を受けてしまう。
第4ステージ ナズラン製鉄所 19：14
ナズランタウンの地下壕を使って、武器工場と化した製鉄所に潜入したケラー。しかし位置が違ってしまい、地雷原を抜けて製鉄所に行くハメになってしまう。
第5ステージ ティヴリッツ難民施設 18：27
製鉄所の破壊に成功したケラーとマカーバーは、ソロモンと合流。幹部の1人、バレンシオが古い難民施設に潜伏しているとの情報を得て、難民施設に襲撃をかける。建物に入るなとの命令を無視したケラーは単独で施設内部に突入していく。
第6ステージ ヴラツカ造船所 03：01
ケラーによって拷問にかけられ、口を割ったバレンシオの情報を元に、レノックスが潜伏しているとみられるヴラツカ造船所を襲撃するケラー達ブラボーチーム。BLACKOPSアルファチームと合流するため、敵を排除していくが･･･。
第7ステージ グラズニー橋 18：37
多くの仲間を失ったケラー達。レノックスはすでに逃亡していた。造船所での情報から、レノックスが今は使われていない強制収容所に逃げたことを知ったケラー達は、そこに向かうため、グラズニー橋の突破を図る。
第8ステージ スペトリニフ収容所 19：36
橋を突破したケラーは単独で収容所に乗り込む。レノックスを抹殺することは、任務から半ば強迫観念になっていた。レノックスを追い詰めるための戦いが始まる･･･。

## 本作登場火器
本作品は特殊作戦が殆どのため登場する銃器も殆どがサブマシンガンや拳銃である。また、本作品では各銃器の性能も強化されている他、大抵の銃器にサプレッサーが用意されている。但し、サプレッサーを取り付けると銃声が抑えられる反面、威力がかなり低下してしまう。その他、ショットガン、ハンドガン、スナイパーライフルを除き、大抵の武器は1マガジンあたりの装弾数が実銃の2倍（物によっては1.5倍～3倍）に設定されている。
- UZI（装弾数90発。サプレッサー有り。）
- H&K MP5（装弾数80発。サプレッサー有り。）
- H&K G36C（装弾数70発。サプレッサー有り。ストックがMP5K-PDWのものになっている。）
- MAC-10 ELITE（サプレッサー標準装備。装弾数70発。名称こそMac10だが実際はMac11）
- M249（装弾数150発。）
- FN P90（但し、本作で使用する弾薬はアサルトライフル弾薬。装弾数100発。）
- ワルサー2000（本作において、爆発物系を除いて最高の威力を持つ。2倍と5倍の2段階ズーム方式。また、構えてなくても射撃可能。マガジン交換を見せるため、本来のブルパップ方式ではなく、トリガーよりも前にマガジンが存在する。装弾数5発。）
- M16（装弾数95発。サプレッサー有り。名称こそM16だか実際はコルトAR-15A2カービンである。）
- M16A2（ゲーム中の表記はM16だがそれとは区分されており、M203グレネードランチャーが装備されている。装弾数95発。サプレッサーを最初から所持している。）
- カラシニコフAK-47（装弾数60発。サプレッサー有り。演出のため本来右側面にある排莢口が左側面に存在し、消炎器がついている。）
- グロック19（装弾数12発。サプレッサー有り。グロック19なのは、銃を触ったときに左側面に19と描かれるため）
- DC3 ELITE（装弾数15発。サプレッサー有り。）
- MAGNUM（装弾数6発。M629ステルスハンター）
- SPAS12（装弾数6発。）
- レミントンM870（装弾数8発。）
- M203（装弾数1発。弾薬箱をよく見ると、弾頭に沢山の小さな穴が開いている。これはエアソフトガンで使用されるカートリッジに酷似している）
- RPG-7（装弾数1発。照準器が本来の位置と異なる。）

## アイテム
弾薬
各銃器の種類に分かれていくつかの弾薬が存在する。手に入れていない武器の弾薬を入手することも可能。
グレネード
手榴弾。入手すると、1度で3個入手でき、9個まで所持できる。広範囲の敵にダメージを与えられる反面、敵に気づかれやすい欠点もある。また、銃弾を浴びせて強制的に爆発させることも可能。
医療パック
回復アイテム。EASYとNORMALの難易度でのみ出現する。使用すると体力を50％回復する。3個まで携帯できる。
救急キット
全難易度を通じて登場する回復アイテム。大抵は倒した敵が落とす。触れるだけで体力の25％を回復する。

## 副次任務
難易度NORMAL以降では、主任務と平行して以下の副次任務を一定数クリアする必要がある。
INTEL
テロリストの活動情報等を収めている。赤い張り紙や、スーツケースで表示される。触れることでカウントされる。
BLACKMAIL
アメリカが罪を問われる証拠を収めている。金庫やノートパソコンで表示される。破壊することでカウントされる。
RECON
次のミッションに関連する資料。青い円筒状の書類で表示される。触れることでカウントされる。
ARMAMENT
隠された武器。拾うことでカウントされる。
DESTRUCTION
難易度BLACKOPSでのみ出現する副次任務。照準が黒く変わる物全てが対象となる。破壊することでカウントされる。

## 敵兵士の種類
出現する敵兵士の種別。
一般兵
この敵兵士は3タイプが存在する。
- 緑色の迷彩服を着て、ヘルメットを装備しておらず、体力が低いタイプ。
- 体力がそこそこあり、茶色の防弾チョッキを着て、ヘルメットを被っている。
- 体力が高めで、目出し帽を被っている他、青と黒の迷彩服を着て防弾チョッキを着ている。

RPG兵
さまざまな高所からRPGを一定間隔で発射してくる。
ショットガン兵
敵兵士の中で最大の体力を持ち、鉄仮面を被り重装備で固めている。プレイヤーを見つけると接近してショットガンを撃って来る。
狙撃兵
遠距離から正確に狙ってくる。非常に精度が高い上に高所かつ爆発物の近くにいる。
MINIMI兵
M249で連射をしてくる。マズルフラッシュが他の兵士とは違うため判別しやすい。
盾兵
金属製盾と透明の樹脂製盾の2種類がいる。樹脂製盾を持つ兵士には銃撃を加えることで、盾を削ることができる。基本的にSMGを所持しているが、マグナムを所持した敵も出現する。

## 隠し要素
難易度NORMAL以降をクリア後、シルバーウェポンと呼ばれる所持弾薬無限の武器が解禁される。HARDをクリアすると、シルバーウェポン解禁に加え、最高難易度BLACKOPSがプレイ可能になる。さらにBLACKOPSをクリアすると、全難易度でM16A2が初期装備になる。